# Passeport ivoirien
Le passeport ivoirien est un document de voyage international délivré aux ressortissants ivoiriens, et qui peut aussi servir de preuve de la citoyenneté ivoirienne. Le passeport ivoirien autorise son possesseur à se déplacer à l'étranger, en accord avec les exigences de visas. Il facilite en outre, lorsque cela est nécessaire, les procédures d'assistance consulaire fournies par les fonctionnaires ivoiriens en poste à l'étranger.  
Les passeports ivoiriens sont émis par la Sûreté nationale de Côte d'Ivoire et ils sont valides pour 5 ans. Bien que détenus par les citoyens, tous les passeports restent la propriété du gouvernement de Côte d'Ivoire.

## Apparence physique
Le passeport ivoirien composé de 32 pages, est rédigé en français et en anglais. La couverture du passeport est de couleur vert foncé. Au centre se trouvent les armoiries du pays. Sous les armoiries figure l'inscription « PASSEPORT » français, anglais et portugais. En haut figure le nom du pays, « RÉPUBLIQUE DE CÔTE D'IVOIRE » en français. 

### Page d'identification
- Photographie du porteur (Largeur : 35 mm, taille : 45 mm ; hauteur de la tête (jusqu'au sommet des cheveux) : 34,5 mm ; distance du sommet de la photo jusqu'au sommet des cheveux : 3 mm)
- Type
- Code de l'État d'émission
- Numéro du passeport
- Nom de famille et prénom(s)
- Nationalité
- Date de naissance
- Sexe
- Lieu de naissance
- Date de délivrance
- Date d'expiration
- Coordonnées du contact d'urgence
- Signature du titulaire
- Autorité émettrice

### Langues
La page de données/informations est imprimée en français et en anglais.

## Liste des pays sans visa ou visa à l'arrivée

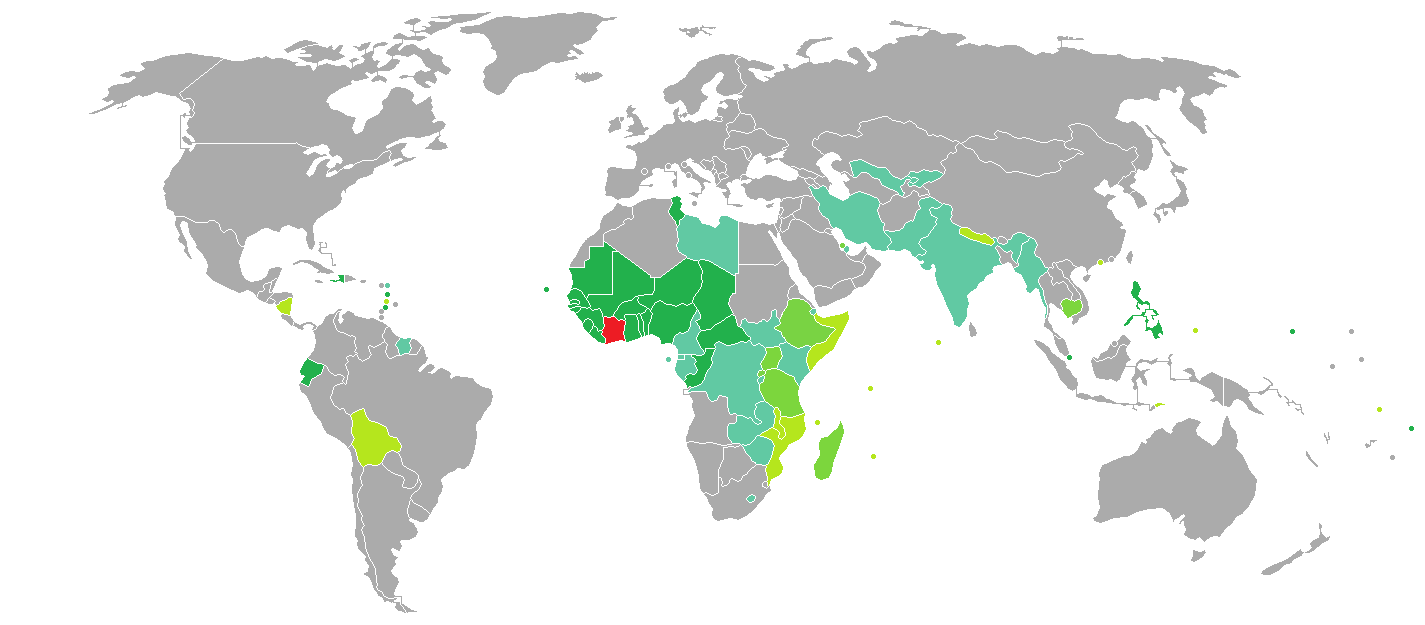
Côte d'Ivoire
Visa non nécessaire
Visa à l'arrivée
Système de visa électronique
Visa électronique ou à l'arrivée
Visa requis avant l'arrivée
Interdiction de voyager

Pays sans visa pour passeport ivoirien 
Burkina Faso
Benin
Centrafrique
Cap-Vert
Équateur
Micronésie
Ghana
Gambie
Guinée
Guinée-Bissau
Haïti
Liberia
Maroc
Mali
Mauritanie
Niger
Nigeria
Philippines
Rwanda
Singapour 
Sierra Leone
Sénégal
El Salvador
Turks and Caicos Islands
Tchad
Togo
Tunisie
Saint Vincent & les Grenadines
Visa à l’arrivée
Arménie
Azerbaïdjan
Bangladesh
Biélorussie 
Djibouti
Égypte
Géorgie
Iraq
Jordanie
Kenya
Cambodge
Comores
Laos
Sainte-Lucie  
Madagascar
Macao 
Maldives
Mozambique
Nicaragua
Népal
Palau
Seychelles
Sao Tomé-et-Principe 
Timor oriental 
Tuvalu
Tanzanie
Ouganda 
Samoa